# III Governo Provisório de Portugal
O III Governo Provisório foi um governo de Portugal chefiado por Vasco Gonçalves, o qual tomou posse a 30 de setembro de 1974, tendo terminado o seu mandato a 26 de março de 1975.
A 12 de março de 1975 foram extintos a Junta de Salvação Nacional e o Conselho de Estado e em sua substituição foi criado o Conselho da Revolução. O Governo dá início à execução de um grande plano de nacionalizações (nomeadamente, a Banca, seguros e transportes).

## Composição
A sua constituição era a seguinte:
Legenda de cores

### Ministros
| Cargo                                        | Detentor | Detentor                                           | Detentor | Período                                         |
| -------------------------------------------- | -------- | -------------------------------------------------- | -------- | ----------------------------------------------- |
| Primeiro-ministro                            |          | Vasco Gonçalves (1921–2005)                        |          | 30 de setembro de 1974 a 26 de março de 1975    |
| Ministro sem pasta                           |          | Vítor Alves (1935–2011)                            |          | 30 de setembro de 1974 a 26 de março de 1975    |
| Ministro sem pasta                           |          | Ernesto Melo Antunes (1933–1999)                   |          | 30 de setembro de 1974 a 26 de março de 1975    |
| Ministro sem pasta                           |          | Álvaro Cunhal (1913–2005)                          |          | 30 de setembro de 1974 a 26 de março de 1975    |
| Ministro sem pasta                           |          | Joaquim Magalhães Mota (1935–2007)                 |          | 30 de setembro de 1974 a 26 de março de 1975    |
| Ministro da Defesa Nacional                  |          | Vítor Alves (por delegação de funções) (1935–2011) |          | 3 de outubro de 1974 a 24 de fevereiro de 1975  |
| Ministro da Defesa Nacional                  |          | Silvano Ribeiro (1923–2004)                        |          | 24 de fevereiro de 1975 a 26 de março de 1975   |
| Ministro da Coordenação Interterritorial     |          | António de Almeida Santos (1925–2016)              |          | 30 de setembro de 1974 a 26 de março de 1975    |
| Ministro da Administração Interna            |          | Manuel da Costa Braz (1934–2019)                   |          | 30 de setembro de 1974 a 12 de março de 1975    |
| Ministro da Justiça                          |          | Francisco Salgado Zenha (1923–1993)                |          | 30 de setembro de 1974 a 26 de março de 1975    |
| Ministro da Economia                         |          | Emílio Rui Vilar (1939–)                           |          | 30 de setembro de 1974 a 26 de março de 1975    |
| Ministro das Finanças                        |          | José da Silva Lopes (1932–2015)                    |          | 30 de setembro de 1974 a 26 de março de 1975    |
| Ministro dos Negócios Estrangeiros           |          | Mário Soares (1924–2017)                           |          | 30 de setembro de 1974 a 26 de março de 1975    |
| Ministro do Equipamento Social e do Ambiente |          | José Augusto Fernandes (n/d–n/d)                   |          | 30 de setembro de 1974 a 26 de março de 1975    |
| Ministro da Educação e Cultura               |          | Vitorino Magalhães Godinho (1918–2011)             |          | 30 de setembro de 1974 a 29 de novembro de 1974 |
| Ministro da Educação e Cultura               |          | Vasco Gonçalves (interino) (1921–2005)             |          | 29 de novembro de 1974 a 4 de dezembro de 1974  |
| Ministro da Educação e Cultura               |          | Rui Grácio (por delegação de funções) (1921–1991)  |          | 29 de novembro de 1974 a 4 de dezembro de 1974  |
| Ministro da Educação e Cultura               |          | Manuel Rodrigues de Carvalho (1929–1999)           |          | 4 de dezembro de 1974 a 26 de março de 1975     |
| Ministro do Trabalho                         |          | José Inácio da Costa Martins (1938–2010)           |          | 30 de setembro de 1974 a 26 de março de 1975    |
| Ministra dos Assuntos Sociais                |          | Maria de Lourdes Pintasilgo (1930–2004)            |          | 30 de setembro de 1974 a 26 de março de 1975    |
| Ministro da Comunicação Social               |          | Vítor Alves (por delegação de funções) (1935–2011) |          | 3 de outubro de 1974 a 24 de fevereiro de 1975  |
| Ministro da Comunicação Social               |          | Jorge Correia Jesuíno (1934–)                      |          | 24 de fevereiro de 1975 a 26 de março de 1975   |

#### Secretários e subsecretários de Estado
| Dependência                                 | Cargo                                                                 | Detentor                       | Período                                        |
| ------------------------------------------- | --------------------------------------------------------------------- | ------------------------------ | ---------------------------------------------- |
| Ministério da Economia                      | Secretário de Estado da Indústria e Energia                           | José Torres Campos             | 30 de setembro de 1974 a 26 de março de 1975   |
| Ministério da Economia                      | Secretário de Estado da Agricultura                                   | Alfredo Esteves Belo           | 30 de setembro de 1974 a 26 de março de 1975   |
| Ministério da Economia                      | Secretário de Estado do Comércio Externo e Turismo                    | José Vera Jardim               | 30 de setembro de 1974 a 26 de março de 1975   |
| Ministério da Economia                      | Subsecretário de Estado do Turismo                                    | Asdrúbal Pereira Calisto       | 3 de outubro de 1974 a 26 de março de 1975     |
| Ministério da Economia                      | Secretário de Estado do Abastecimento e Preços                        | Nélson Rocha Trigo             | 30 de setembro de 1974 a 26 de março de 1975   |
| Ministério da Economia                      | Secretário de Estado das Pescas                                       | Mário Ruivo                    | 30 de setembro de 1974 a 26 de março de 1975   |
| Ministério da Coordenação Interterretorial  | Secretário de Estado da Administração                                 | Deodato de Azevedo Coutinho    | 2 de outubro de 1974 a 22 de fevereiro de 1975 |
| Ministério da Coordenação Interterretorial  | Secretário de Estado dos Assuntos Económicos                          | Fernando de Castro Fontes      | 2 de outubro de 1974 a 26 de março de 1975     |
| Ministério da Administração Interna         | Subsecretário de Estado da Administração Interna                      | Luís Nandim de Carvalho        | 2 de outubro de 1974 a 27 de dezembro de 1974  |
| Ministério da Administração Interna         | Secretário de Estado da Administração Local e Regional                | João Lopes da Conceição        | 27 de dezembro de 1974 a 26 de março de 1975   |
| Ministério da Administração Interna         | Secretário de Estado da Administração Pública                         | Rui Barradas do Amaral         | 27 de dezembro de 1974 a 26 de março de 1975   |
| Ministério da Justiça                       | Subsecretário de Estado da Administração Judiciária                   | Armando Bacelar                | 2 de outubro de 1974 a 23 de outubro de 1974   |
| Ministério da Justiça                       | Secretário de Estado da Justiça                                       | Armando Bacelar                | 23 de outubro de 1974 a 26 de março de 1975    |
| Ministério das Finanças                     | Secretário de Estado do Orçamento                                     | António da Costa Leal          | 2 de outubro de 1974 a 26 de março de 1975     |
| Ministério das Finanças                     | Secretário de Estado do Tesouro                                       | Artur Alves Conde              | 2 de outubro de 1974 a 26 de março de 1975     |
| Ministério das Finanças                     | Secretário de Estado do Planeamento Económico                         | Vítor Constâncio               | 2 de outubro de 1974 a 26 de março de 1975     |
| Ministério dos Negócios Estrangeiros        | Secretário de Estado dos Negócios Estrangeiros                        | Jorge Campinos                 | 2 de outubro de 1974 a 26 de março de 1975     |
| Ministério do Equipamento Social e Ambiente | Secretário de Estado das Obras Públicas                               | Amadeu Garcia dos Santos       | 2 de outubro de 1974 a 26 de março de 1975     |
| Ministério do Equipamento Social e Ambiente | Secretário de Estado dos Transportes e Comunicações                   | Manuel Ferreira Lima           | 2 de outubro de 1974 a 26 de março de 1975     |
| Ministério do Equipamento Social e Ambiente | Subsecretário de Estado dos Transportes                               | António Machado Rodrigues      | 19 de outubro de 1974 a 26 de março de 1975    |
| Ministério do Equipamento Social e Ambiente | Secretário de Estado da Habitação e Urbanismo                         | Nuno Portas                    | 2 de outubro de 1974 a 26 de março de 1975     |
| Ministério do Equipamento Social e Ambiente | Secretário de Estado da Marinha Mercante                              | José Gonçalves Viana           | 2 de outubro de 1974 a 26 de março de 1975     |
| Ministério do Equipamento Social e Ambiente | Subsecretário de Estado do Ambiente                                   | Gonçalo Ribeiro Telles         | 2 de outubro de 1974 a 26 de março de 1975     |
| Ministério da Educação e Cultura            | Secretário de Estado da Administração Escolar                         | José Manuel Prostes da Fonseca | 2 de outubro de 1974 a 26 de março de 1975     |
| Ministério da Educação e Cultura            | Secretária de Estado dos Assuntos Culturais e Investigação Científica | Maria de Lurdes Belchior       | 2 de outubro de 1974 a 4 de dezembro de 1974   |
| Ministério da Educação e Cultura            | Secretaria de Estado do Ensino Superior e da Investigação Científica  | António Aelãs Nunes            | 4 de dezembro de 1974 a 26 de março de 1975    |
| Ministério da Educação e Cultura            | Secretário de Estado dos Desportos e Acção Social Escolar             | António Avelãs Nunes           | 2 de dezembro de 1974 a 4 de dezembro de 1974  |
| Ministério da Educação e Cultura            | Secretário de Estado dos Desportos e Acção Social Escolar             | Luís Casanovas                 | 4 de dezembro de 1974 a 26 de março de 1975    |
| Ministério da Educação e Cultura            | Secretário de Estado da Orientação Pedagógica                         | Rui Grácio                     | 2 de outubro de 1974 a 26 de março de 1975     |
| Ministério da Educação e Cultura            | Secretário de Estado da Cultura e Educação Permanente                 | João de Freitas Branco         | 4 de dezembro de 1974 a 26 de março de 1975    |
| Ministério do Trabalho                      | Secretário de Estado da Emigração                                     | Pedro Coelho                   | 2 de outubro de 1974 a 26 de março de 1975     |
| Ministério do Trabalho                      | Secretário de Estado do Trabalho                                      | Carlos Carvalhas               | 2 de outubro de 1974 a 26 de março de 1975     |
| Ministério do Trabalho                      | Secretário de Estado do Emprego                                       | José Balseiro Fragata          | 2 de outubro de 1974 a 26 de março de 1975     |
| Ministério dos Assuntos Sociais             | Secretário de Estado da Saúde                                         | Carlos Cruz e Oliveira         | 2 de outubro de 1974 a 26 de março de 1975     |
| Ministério dos Assuntos Sociais             | Secretário de Estado da Segurança Social                              | Henrique Santa Clara Gomes     | 2 de outubro de 1974 a 26 de março de 1975     |
| Ministério da Comunicação Social            | Secretário de Estado da Comunicação Social                            | Guilherme Conceição Silva      | 24 de fevereiro de 1975 a 26 de março de 1975  |
| Ministério da Comunicação Social            | Subsecretário de Estado da Comunicação Social                         | Luís de Barros                 | 24 de fevereiro de 1975 a 26 de março de 1975  |